# Saint-Denis-le-Thiboult
Saint-Denis-le-Thiboult is een gemeente in het Franse departement Seine-Maritime (regio Normandië) en telt 490 inwoners (1999). De plaats maakt deel uit van het arrondissement Rouen.

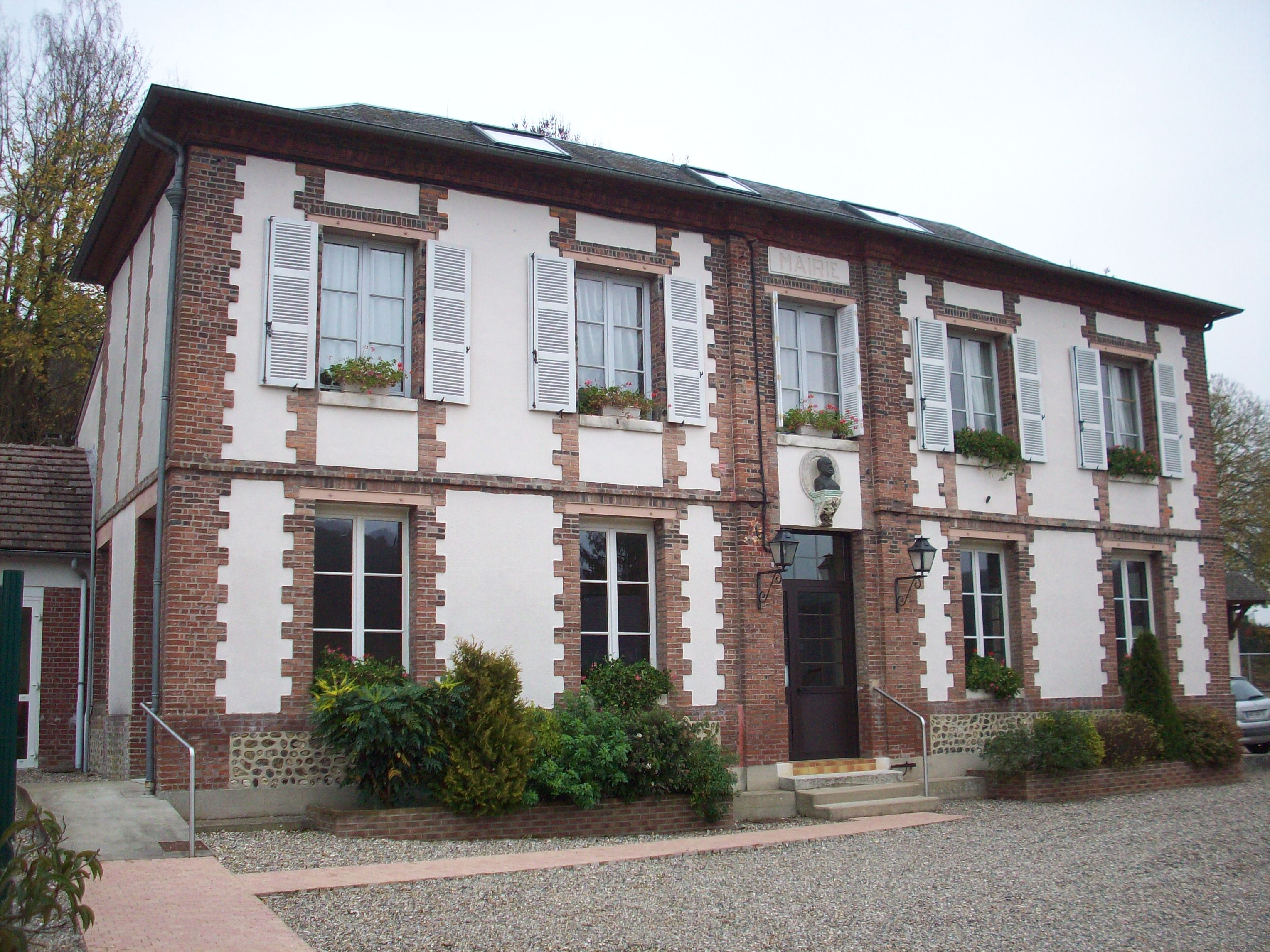
Gemeentehuis

## Geografie
De oppervlakte van Saint-Denis-le-Thiboult bedraagt 10,2 km², de bevolkingsdichtheid is 48,0 inwoners per km².
De onderstaande kaart toont de ligging van Saint-Denis-le-Thiboult met de belangrijkste infrastructuur en aangrenzende gemeenten.

## Demografie
Onderstaande figuur toont het verloop van het inwonertal (bron: INSEE-tellingen).